# Bjarne Riis

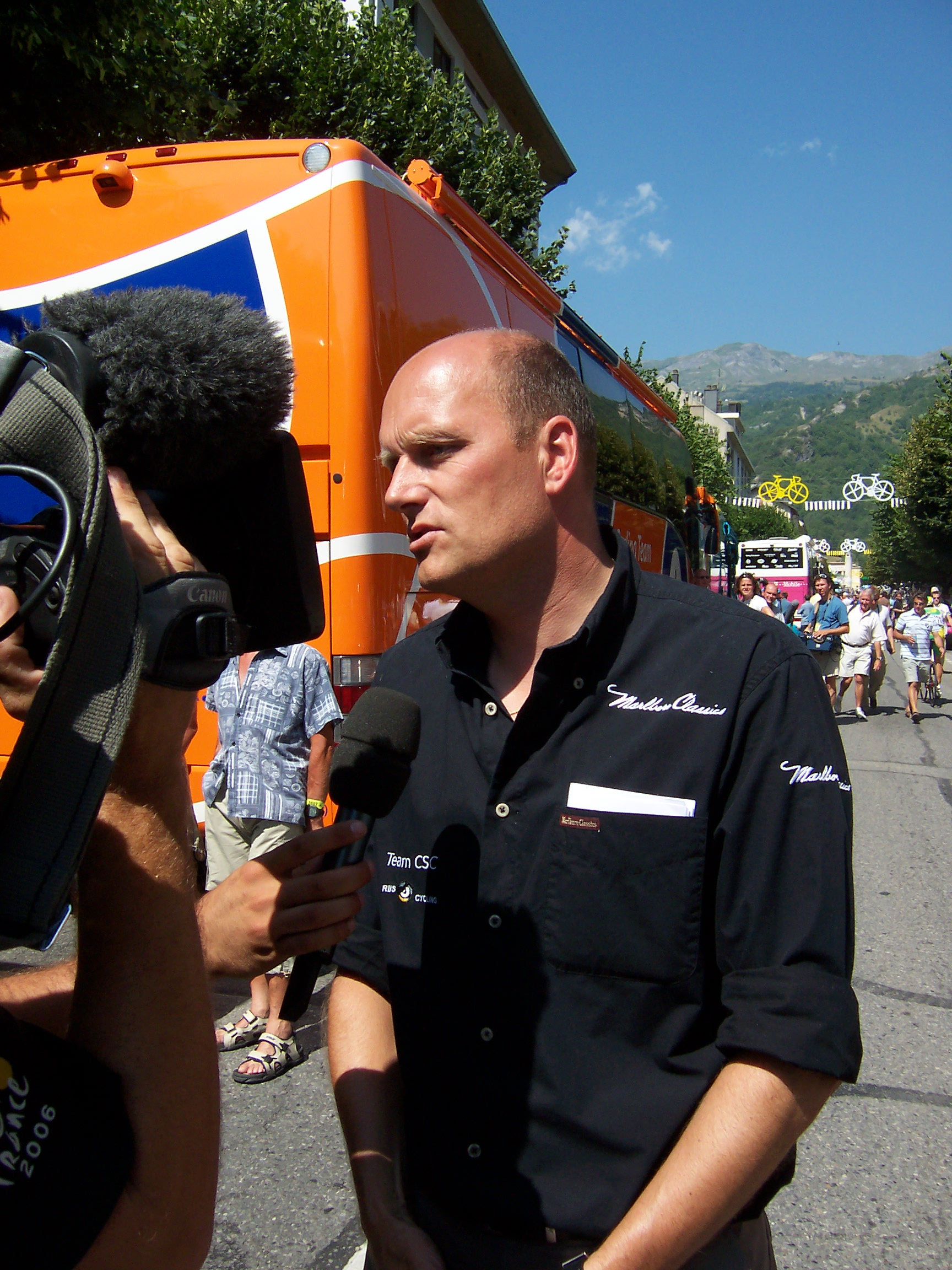
Bjarne Riis tijdens de Ronde van Frankrijk 2006

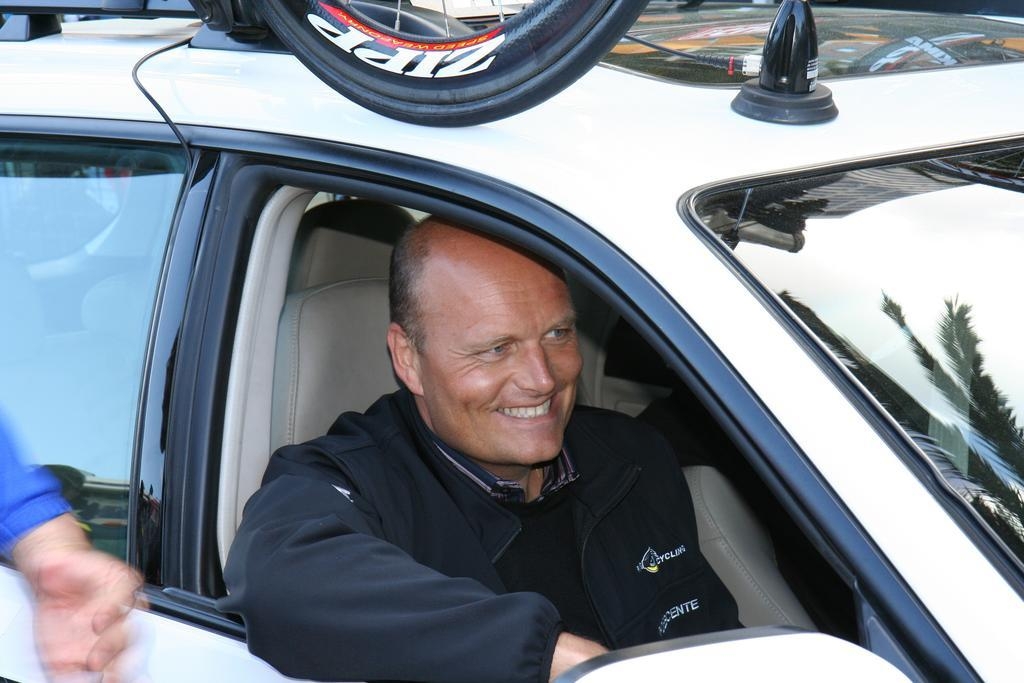
Riis als ploegleider van CSC-Nobili in 2007

Bjarne Lykkegård Riis [Deense uitspraak: 'bjɑrnə 'riʃ] (Herning, 3 april 1964) is een voormalig Deens wielrenner en ploegleider, wiens carrière in het teken stond van EPO.

## Wielrenner
Riis, wiens bijnaam De Adelaar van Herning was, werd prof in 1986. Hij was een jarenlang weinig opvallend coureur, met enkele uitschieters zoals een etappe in de Ronde van Italië van 1989, twee ritten in de Ronde van de Europese Gemeenschap en het Deens kampioenschap. Zijn grote doorbraak kwam echter in 1993: nadat hij opnieuw een etappe in de Ronde van Italië had gewonnen, deed hij dat nu ook in de Ronde van Frankrijk. Bovendien veroverde hij in een van de vlakkere etappes de gele trui en wist hij door lang aan te klampen in de bergen uiteindelijk een vijfde plaats in het eindklassement te behalen.
Het jaar erop won hij opnieuw een etappe in de Tour en werd veertiende in het eindklassement, maar in 1995, toen hij wederom Deens kampioen was geworden, werd hij derde. In 1996 startte hij daarom als outsider voor de eindzege, waarvoor vijfvoudig winnaar Miguel Indurain de grootste kanshebber werd geacht. Omdat zowel op de Col de l'Iseran als de Col du Galibier sneeuw lag, werd de 190 kilometer lange etappe van Val-d'Isère naar Sestriere ingekort tot 46 km sprint vanaf Le Monêtier-les-Bains, waarbij Riis erin slaagde om de gele trui te veroveren. Zijn jonge ploeggenoot bij Team Telekom, Jan Ullrich, was volgens geruchten evenwel beter dan de Deen en zou in de afsluitende tijdrit nog hebben moeten inhouden om niet te dichtbij te eindigen in het eindklassement. Zo werd Riis de eerste en tot 2022 de enige Deense Tourwinnaar.
In 1997, toen hij met de Amstel Gold Race zijn enige klassieker had gewonnen, startte Riis weer als favoriet in de Tour. Dit jaar bleek Ullrich echter veel beter en moest Riis genoegen nemen met een zevende plaats. Het jaar erop startte hij als knecht van Ullrich en werd hij elfde. In 1999 botste Riis in de Ronde van Zwitserland tegen een finishpaaltje. Hij zou daarvan nooit meer helemaal herstellen en stopte in 2000 als actief renner.

## Ploegleider
Van 2001 tot 2015 was Riis ploegleider van het Deense ProTour-team CSC, later Saxo Bank-Tinkoff Bank. Hij stond erom bekend zijn renners mee te nemen op survivalkampen om hen zo mentaal sterker te maken. Met klassementsrenners als Ivan Basso, Tyler Hamilton, Carlos Sastre, Andy en Fränk Schleck en Alberto Contador presteerde de ploeg vaak goed in de klassementen van grote rondes.
Sinds 2016 was hij ploegleider bij Team Virtu Cycling en dit was hij tot en met het seizoen 2019.

## Doping
Hoewel Riis nooit op doping was betrapt, werd hij veelvuldig van dopinggebruik beschuldigd en heeft hij dit later ook bekend. In 1994 en 1995, het jaar waarin hij zijn eerste podiumplaats in de Tour behaalde, reed Riis bij Gewiss-Ballan, de ploeg die bekendstaat als de eerste wielerploeg waar structureel en georganiseerd epo werd gebruikt. Een van de ploegdokters was Michele Ferrari, die later werd verbannen uit de wielersport. Riis' bijnaam in het peloton zou monsieur 60% zijn geweest, naar zijn (kunstmatig) hoge hematocrietgehalte. Volgens de verhalen was zijn bloed zo dik dat hij 's nachts enkele malen moest worden gewekt om te voorkomen dat hij zou komen te overlijden aan een hartstilstand.
Riis maakte op vrijdag 25 mei 2007 in een persbijeenkomst te Kongens Lyngby een einde aan de twijfels, en bekende dat hij de Ronde van Frankrijk in 1996 op doping had gewonnen. Hij gebruikte epo tussen 1993 en 1998. Riis, op het moment van de bekentenis ploegleider van CSC, verklaarde dat hij de epo zelf kocht en injecteerde, en dat zijn coach er niet van op de hoogte was. Riis gaf toe dat het een fout was die hij niet meer zou maken als hij de tijd zou kunnen terugdraaien. Overigens blijft Riis wel in de boeken staan als Tourwinnaar van 1996, omdat ten tijde van zijn bekentenis de verjaringsperiode van acht jaar reeds verlopen was, en de UCI hem zijn zege niet meer kon afnemen. De Tour-organisatie schrapte hem echter wel uit de lijst van voormalig Tour-winnaars. Hij deed de uiteenzetting na dopingbekentenissen van enkele van zijn oude ploeggenoten bij Team Telekom in de voorafgaande week (Christian Henn, Udo Bölts, Erik Zabel en Rolf Aldag).
Ook tijdens zijn carrière als ploegleider is Riis geassocieerd met doping. Zo gaf Tyler Hamilton in zijn geauthoriseerde biografie aan dat Riis degene was die hem in contact bracht met dopingarts Eufemiano Fuentes. Ook CSC-renners Ivan Basso en Fränk Schleck waren betrokken bij de zaak-Fuentes, die Operación Puerto werd genoemd. Basso werd hiervoor in 2007 geschorst. Schleck gaf later toe dat hij bijna 7000 euro overmaakte naar Fuentes, maar is hier niet voor vervolgd. Ook de Deense oud-renner Michael Rasmussen gaf aan dat Riis volledig op de hoogte was van het dopinggebruik van zijn renners.

## Privé
Riis is getrouwd met Anne Dorthe Tanderup, een voormalig tophandbalster die in 1996 de gouden medaille won op de Olympische Spelen met het Deens handbalteam.

## Belangrijkste overwinningen
1984
- 1e en 2e etappe in Flèche du Sud

 1985
- Nationaal kampioenschap Denemarken tijdrijden per ploeg
- Ronde van de provincie Luik

 1992
- Deens Kampioen op de weg, Elite

 1995
- Deens Kampioen op de weg, Elite
- 3b etappe Ronde van Denemarken
- Eindklassement Ronde van Denemarken
- 3e etappe Ronde van Frankrijk (ploegentijdrit): met Jevgeni Berzin, Guido Bontempi, Dario Bottaro, Bruno Cenghialta, Gabriele Colombo, Francesco Frattini, Ivan Gotti en Alberto Volpi

 1996
- Deens Kampioen op de weg, Elite
- Deens Kampioen tijdrijden, Elite
- 9e en 16e etappe Ronde van Frankrijk
- Eindklassement Ronde van Frankrijk
- Coppa Sabatini
- GP Herning

 1997
- Amstel Gold Race
- GP Aarhus
- GP Midtbank

 1998
- Nationaal kampioenschap Denemarken tijdrijden per ploeg
- GP Midtbank

## Resultaten in voornaamste wedstrijden
| Jaar | Ronde van Italië | Ronde van Frankrijk | Ronde van Spanje |
| ---- | ---------------- | ------------------- | ---------------- |
| 1986 |                  |                     |                  |
| 1987 |                  |                     | opgave           |
| 1988 | buiten tijd      |                     |                  |
| 1989 | 86e (1)          | 95e                 |                  |
| 1990 | 100e             | opgave              |                  |
| 1991 | 43e              | 107e                |                  |
| 1992 | 101e             |                     |                  |
| 1993 | opgave (1)       | 5e (1)              |                  |
| 1994 | 70e              | 14e (1)             |                  |
| 1995 |                  | ↑                   | opgave           |
| 1996 |                  | ↑ (2)               |                  |
| 1997 |                  | 7e                  |                  |
| 1998 |                  | 11e                 |                  |
| 1999 |                  |                     |                  |

| Jaar | Milaan-San Remo | Gent-Wevelgem | Ronde van Vlaanderen | Parijs-Roubaix | Amstel Gold Race | Luik-Bast.‑Luik | Ronde van Lombardije | Eschborn-Frankfurt | Waalse Pijl |  | WK op de weg |  | Wereldranglijsten |
| ---- | --------------- | ------------- | -------------------- | -------------- | ---------------- | --------------- | -------------------- | ------------------ | ----------- |  | ------------ |  | ----------------- |
| 1986 |                 |               |                      |                | 25e              |                 |                      | 39e                | 38e         |  |              |  |                   |
| 1987 |                 |               | 60e                  |                |                  | 69e             |                      |                    | 26e         |  |              |  |                   |
| 1988 |                 |               | 74e                  |                | 93e              |                 |                      |                    |             |  |              |  |                   |
| 1989 |                 | 28e           | 66e                  |                | 102e             | 111e            |                      |                    |             |  | opgave       |  |                   |
| 1990 |                 |               |                      |                |                  |                 | 40e                  |                    | 120e        |  |              |  |                   |
| 1991 | 81e             |               |                      | 60e            |                  | 51e             |                      |                    |             |  | 6e           |  |                   |
| 1992 | 194e            | 69e           |                      |                | 59e              |                 |                      | 22e                |             |  | 59e          |  |                   |
| 1993 |                 |               |                      |                | 69e              |                 |                      | 18e                |             |  | 9e           |  |                   |
| 1994 |                 | 58e           |                      |                | 21e              |                 | 7e                   |                    | opgave      |  | 9e           |  | 14e (UWB)         |
| 1995 |                 |               |                      |                |                  |                 |                      |                    |             |  |              |  |                   |
| 1996 |                 |               |                      |                | 20e              | 26e             |                      | 4e                 | 41e         |  | 10e          |  |                   |
| 1997 | 98e             |               |                      |                | ↑                | 28e             |                      | Zilver             | 20e         |  | 59e          |  |                   |
| 1998 |                 |               |                      |                |                  |                 |                      | 57e                |             |  |              |  |                   |
| 1999 | 145e            |               | opgave               |                |                  | opgave          |                      |                    | opgave      |  |              |  |                   |

Arnould ·
Bernard ·
Bezault ·
Bincoletto ·
Biondi ·
Chevallier ·
Gaigne ·
Garnier ·
Gayant ·
Guay ·
Hanegraaf ·
Jourdan ·
Kappes ·
Lammerts ·
Leblanc ·
Leleu ·
M. Madiot ·
Y. Madiot ·
Philipot ·
Poisson ·
Riis ·
Stumpf
Barteau ·
Bennington ·
Bonnamour ·
Decrion ·
Dubois ·
Fignon ·
D. Garde ·
J-C. Garde · 
Imboden (tot 30/08) ·
Lavainne · 
Marie ·
Masson ·
Peillon ·
Riis ·
Rué ·
Salomon ·
Séguy ·
Simon ·
Wojtinek (tot 31/03) ·
Durand (stagiair) ·
Ledanois (stagiair)
Arnould ·
Barteau ·
Bonnamour ·
Dubois (tot 30/09) ·
Durand ·
Fignon ·
Garde ·
Lavainne ·
Leblanc ·
Ledanois ·
Marie ·
Moncassin ·
Philipot ·
Pichon ·
Riis ·
Rouxel ·
Rué ·
P. Simon ·
F. Simon (stagiair)
Arnould ·
Bagot ·
Durand ·
Fignon ·
Garde ·
Lavainne ·
Leblanc ·
Ledanois ·
Marie ·
Moncassin ·
Pichon ·
Riis ·
Robin ·
Rouxel ·
F. Simon ·
P. Simon ·
Thueux ·
Vichot
Argentin ·
Baffi ·
Cassani ·
Cenghialta ·  
Conti ·
Elli · 
Ferrigato ·
Furlan ·
Gölz · 
Järmann ·
Joho ·
Lelli ·
Lietti ·
Riis ·
Saligari ·  
Sørensen
Casartelli ·
Cassani ·
Cenghialta ·  
Conti ·
Elli · 
Ferrigato ·
Furlan ·
Järmann ·
Lelli ·
Paletti ·
Richard ·
Riis ·
Saligari ·  
Santaromita
Argentin · Berzin · Bobrik · Bontempi · Bottaro · Cenghialta · Colombo · Frattini · Furlan · Gamba · Minali · Oegroemov · Riis · Volpi · Zaina · Brignoli (stagiair)
Berzin · Bobrik · Bontempi · Bottaro · Brignoli · Cenghialta · Cerioli · Colombo · Frattini · Furlan · Gotti · Minali · Mosole · Odriozola · Oegroemov · Riis · Santaromita · Volpi · Zanini · Giacomazzi (stagiair)
Aldag ·
Andersson (tot 31/10) ·
Audehm ·
Bölts ·
Dietz ·
Henn ·
Heppner ·
Holm ·
Hundertmarck ·
Kummer ·
Lafis · 
Ludwig ·
Meinert-Nielsen ·
Riis ·
Ullrich ·
Werner ·
Wesemann ·
Zabel ·
Kyneb (stagiair)
Aldag ·
Bölts ·
Corvers ·
Dietz ·
Henn ·
Heppner ·
Holm ·
Hundertmarck ·
Kummer ·
Lafis · 
Lombardi ·
Ludwig (tot 15/02) ·
Riis ·
Schaffrath ·
Totschnig ·
Ullrich ·
Wesemann ·
Zabel
Aldag ·
Baldinger ·
Blaudzun ·
Bölts ·
Dietz ·
Frattini ·
Henn ·
Heppner ·
Hundertmarck ·
Klöden ·
Lombardi ·
Müller ·
Riis ·
Schaffrath ·
Totschnig ·
Ullrich ·
Wesemann ·
Zabel
Aldag ·
Baldinger ·
Bölts ·
Elli ·
Frattini ·
Grabsch ·
Guerini ·
Henn ·
Heppner ·
Hondo ·
Hundertmarck ·
Jaksche ·
Klöden ·
Lombardi ·
Riis ·
Schaffrath ·
Totschnig ·
Ullrich   ·
Wesemann ·
Zabel
- Bibsys: 12072058
- Catàleg d'autoritats de noms i títols de Catalunya: 981058514932206706
- Gemeinsame Normdatei: 1013644492
- International Standard Name Identifier: 0000 0001 2272 4630
- Library of Congress Control Number: nb2013007792
- Nederlandse Thesaurus van Auteursnamen: 357280032
- Virtual International Authority File: 172629950
- WorldCat: E39PBJdGPg4VwQKFBP6M7gDcyd